# Sanguigno (araldica)

In araldica, il sanguigno è uno stain, uno smalto non standard, di colore rosso sangue. Nel passato è stato spesso considerato equivalente al murrey, anche se ora sono considerati definitivamente due smalti diversi. Lo si trova principalmente nell'araldica inglese. È il colore del sangue arterioso.

Differenza tra sanguigno e rosso, il rosso è nel primo, il sanguigno nel secondo.
Di sanguigno, al cavallo passante d'argento.